# バニーヤースSC
バニーヤースSC (ラテン文字:Baniyas Sports Club、アラビア語: نادي بني ياس الرياضي) はアラブ首長国連邦・アブダビのバニーヤース地区を本拠地とするサッカークラブである。現在は国内最上位サッカーリーグのUAEプロリーグに所属している。

## 獲得タイトル

### 国内
- UAEディヴィジョン2リーググループA

1994-95, 2008-09
- UAEディヴィジョン2リーググループB

1997-98, 2004-05
- プレジデントカップ

1991-92

### 国際
- GCCチャンピオンズリーグ

2012-13

## 現所属メンバー
注：選手の国籍表記はFIFAの定めた代表資格ルールに基づく。
| No. | Pos. |                  | 選手名                           |
| --- | ---- | ---------------- | -------------------------------- |
| 1   | GK   | アラブ首長国連邦 | ムハンマド・ハレフ               |
| 4   | MF   | アラブ首長国連邦 | アハマド・アリー・アル＝エネジー |
| 5   | MF   | アラブ首長国連邦 | アーメル・アブドゥッラフマーン   |
| 6   | FW   | 大韓民国         | 金正友                           |
| 7   | MF   | アラブ首長国連邦 | ハブーシュ・サーレハ・ハブーシュ |
| 9   | FW   | アラブ首長国連邦 | バンダル・ムハンマド             |
| 11  | FW   | チリ             | カルロス・ムニョス               |
| 12  | MF   | アラブ首長国連邦 | アハマド・サーレハ・ハブーシュ   |
| 16  | FW   | アラブ首長国連邦 | ファウワーズ・アワーナ           |
| 17  | DF   | アラブ首長国連邦 | ナウワーフ・ムバーラク           |
| 18  | MF   | アラブ首長国連邦 | アハマド・ムハンマド             |

| No. | Pos. |                  | 選手名                         |
| --- | ---- | ---------------- | ------------------------------ |
| 20  | FW   | アラブ首長国連邦 | サーレハ・アル＝メンハーリー   |
| 21  | DF   | アラブ首長国連邦 | ムハンマド・ジャービル         |
| 23  | FW   | アラブ首長国連邦 | ハーリド・ムバーラク           |
| 25  | DF   | アラブ首長国連邦 | アブドッサラーム・ムハンマド   |
| 26  | DF   | アラブ首長国連邦 | ユースィフ・ジャービル         |
| 32  | DF   | アラブ首長国連邦 | マスウード・スライマーン       |
| 39  | MF   | アラブ首長国連邦 | ターリブ・サーレム・ターリブ   |
| 77  | GK   | アラブ首長国連邦 | ムフシン・アル＝ハーシュミー   |
| 91  | FW   | アラブ首長国連邦 | アハマド・マーラッラー         |
| 98  | GK   | アラブ首長国連邦 | スルターン・アッ＝ザーヒリー   |
| --  | GK   | アラブ首長国連邦 | ユースィフ・アル＝ハンマーディ |
| --  | MF   | オーストラリア   | マーク・ミリガン               |

## テクニカルスタッフ
| 役職             | 氏名              |
| ---------------- | ----------------- |
| 監督             | Jozef Chovanec    |
| 助監督           | Hassan Al Abdouly |
| フィジカルコーチ | Patrice Kotar     |
| GKコーチ         | Alexandre Lopes   |

最終更新日: 2012-06-16
出典: 

## スタッフ
| 役職           | 氏名                                         |
| -------------- | -------------------------------------------- |
| 会長           | サイフ・ビン・ザーイド・アール・ナヒヤーン   |
| 第一副会長     | ハーミド・ビン・ザーイド・アール・ナヒヤーン |
| 第二副会長     | オマル・ビン・ザーイド・アール・ナヒヤーン   |
| 取締役会会長   | アフマド・ナーセル・アッ＝ライシー           |
| 取締役会副会長 | ムバーラク・アワド・ビン・ムハイルーム       |

最終更新日: 2013-03-09
出典: Presidency, Board of Directors

### 歴代監督
- アブデラー・ブリンダ
- ロトフィー・ベンザルティ
- ライナー・ゾーベル (2002年3月-6月)
- ベルント・クラウス (2005年8月-12月)
- テラート・ウズム (2005年10月-2006年9月)
- アラン・ミシェル (2007-08)
- ジョルヴァン・ヴィエイラ (2011)
- ガブリエル・カルデロン (2011-2012)
- ホルヘ・ダ・シルバ (2013-2014)
- アドナーン・ハマド（2014）
- ルイス・ガルシア (2014-2016)

## 歴代所属選手
- アーメル・アブドゥッラフマーン
- ニック・カール 2012-
- モハメド・ジダン 2012
- モハメド・アブトレイカ 2013（レンタル）
- クリスティアン・ヴィルヘルムソン 2013-